# مرگ (ترانه ملانی مارتینز)
«مرگ» (به انگلیسی: Death) ترانه‌ای از خواننده-ترانه‌پرداز آمریکایی ملانی مارتینز است. این ترانه تک‌آهنگ اصلی سومین آلبوم استودیویی وی تحت عنوان دریچه‌ها می‌باشد. «مرگ» در ۱۷ مارس سال ۲۰۲۳ به‌عنوان تک‌آهنگ از سوی آتلانتیک رکوردز منتشر شد.